# Fotbal Club Politehnica Iași (1945)
Ne doit pas être confondu avec Fotbal Club Politehnica Iași (2010).
Maillots

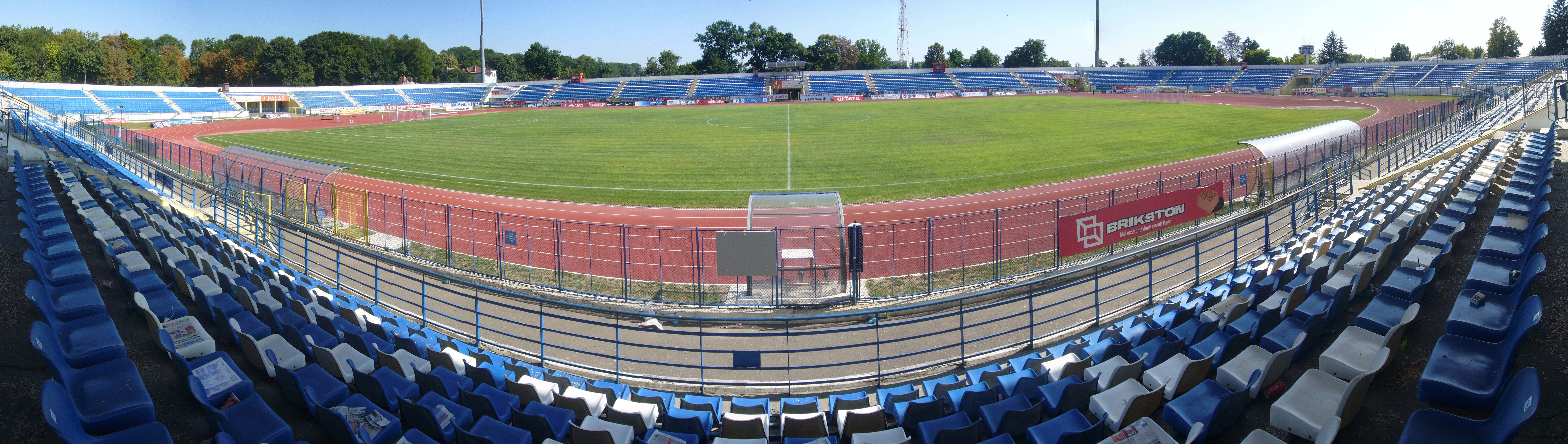
Stade

Le FC Politehnica Iași était un club roumain de football basé à Iași.

## Historique
- 1945 : fondation du club sous le nom de AS Politehnica Iași
- 1948 : le club est renommé CS Politehnica Iași
- 1949 : le club est renommé Știința Iași
- 1958 : le club est renommé CSMS Iași
- 1960 : 1re participation au championnat de 1re division (saison 1960/61)
- 1966 : le club se classe 6e du championnat de 1re division, ce qui constitue la meilleure performance de son histoire
- 1967 : le club est renommé CS Politehnica Iași
- 2000 : fusion avec Unirea Iași en Poli Unirea Iași
- 2004 : le club est renommé FC Politehnica Iași
- 2010 : Relégation, banqueroute et dissolution[1]

La tradition du football à Iași a été poursuivie par le Politehnica Iași (2010), qui se considère comme la continuation de l'équipe d'origine. En 2018, il obtenient le droit d'utiliser le logo et le nom du FC Politehnica d'origine.

## Palmarès
- Championnat de Roumanie de D2 : 
  - Champion : 1960, 1962, 1968, 1973, 1982, 2004
  - Vice-champion : 1986, 1987, 1988, 1994

- Championnat de Roumanie de D3 : 
  - Champion : 2002

## Anciens joueurs
- Cornel Buta
- Andrei Cristea
- Andrei Ionescu
- Gil Mărdărescu
- José Montiel
- Daniel Pancu
- Adrian Popescu

(voir aussi la catégorie Joueur du FC Politehnica Iași)